# 尤西迪·西利
尤西迪·西利（西班牙語：Yusidey Silié，1984年11月11日—），古巴女子排球运动员。她曾代表古巴国家队参加2008年夏季奥林匹克运动会排球比赛，结果队伍获得第四名，无缘奖牌。